# Catablema vesicarium
Catablema vesicarium är en nässeldjursart som först beskrevs av Agassiz 1862.  Catablema vesicarium ingår i släktet Catablema och familjen Pandeidae. Arten är reproducerande i Sverige. Inga underarter finns listade i Catalogue of Life.